# Om igen, fru Jensen
Om igen, fru Jensen er en dansk propagandafilm for bedre færdsel fra 1944, der er instrueret af Preben Frank efter manuskript af Tage Kyster.

## Handling
En spøgefuld færdselspropaganda, hvor speakeren taler direkte til færdselssynderne. Blandt andet irettesættes "Fru Jensen", og speakeren kræver at hun gentager sin færdsel i trafikken, til hun gør det rigtigt.